# Antonio Schinella Conti
Antonio Schinella Conti (Padua, 22 de enero de 1677–Padua, 6 de abril de 1749) fue un físico-matemático e historiador italiano famoso por mediar en la controversia entre Isaac Newton y Gottfried Leibniz, sobre el inventor del cálculo infinitesimal en 1715 y también fue modelo para el Senador, personaje secundario del Cándido de Voltaire.
En 1781 se erigió en Padua su estatua hecha por Felice Chiereghin.